# Handley, West Virginia
Handley är en ort i Kanawha County i delstaten West Virginia, USA.